# Leo Randolph
Leonard Randolph, detto Leo (27 febbraio 1958), è un ex pugile statunitense.

## Palmarès
Olimpiadi
- 1 medaglia:
  - 1 oro (pesi mosca a Montréal 1976).